# História de Braga
Com origem no Mesolítico o território que hoje é designado por Braga já existia como cidade antes de os romanos invadirem a Península Ibérica e estava já habitada pela tribo dos Brácaros quando o imperador César Augusto a rebatizou como Bracara Augusta, conforme atestam vestígios de aglomerados populacionais de há milhares de anos, estando comprovados estudos arqueológicos a partir da Idade do Bronze.
Sendo uma das mais antigas cidades europeias convertidas aos cristianismo, a história bracarense  divide-se em diferentes períodos que podem ser mais claramente divididos desta forma devido às influências que produziram no território: brácaros, romanos, suevos, muçulmanos, a fundação de Portugal, a afirmação como Primado Católico, O Estado Novo e o Pós-25 de Abril.

## Pré-História
Os vestígios da presença humana na região vem de há milhares de anos, como comprovam vários achados no região. Em Braga um dos achados mais antigos é a Mamoa de Lamas, um monumento megalítico edificado no período Neolítico. A sua descoberta revelou várias informações sobre o passado da região. No entanto apenas se consegue provar a existência de aglomerados populacionais em Braga na Idade do Bronze. Caracterizam-se por fossas e cerâmicas encontradas no Alto da Cividade, local onde existiria uma povoação e por uma necrópole que terá existido na zona dos Granjinhos.
Na Idade do Ferro, desenvolveram-se os chamados “castros", próprios de povoações que ocupavam locais altos do relevo. Em Braga conhecem-se vários Castros de pequena e média dimensão: Castro do Pedroso e Castro do Monte de Vasconcelos em Adaúfe, Castro de Cabanas em Dume, Castro do Monte de Santa Marta das Cortiças (Imóvel de Interesse Público) em Esporões, Castro de Monte Redondo (Monumento Nacional) em Guisande, Castro do Monte da Consolação (Imóvel de Interesse Público) em Nogueiró, Castro da Sola em Palmeira, Vinha de Laje - Castro Agrícola em Pousada, Castro do Monte das Caldas em Sequeira, Castro Máximo (Imóvel de Interesse Público) em São Vicente, Castro de Vimieiro em Vimieiro. Apesar destes serem os únicos castros que chegaram até hoje, e que provam a sua existência, existiria ainda um grande castro, a Cividade[carece de fontes?].
A Cividade, nome que deriva de grande Castro, situa-se no coração da cidade de Braga. Apesar de não estar provado que ali tenha existido um castro, certos historiadores defendem a existência de um Castro no alto da colina. A teoria baseia-se principalmente em que Bracara Augusta foi construída sobre um castro destruído pelas guerras entre os povos locais e os romanos, aproveitando o material existente, o que eliminara grande parte dos vestígios anteriores. Castro esse que fora a evolução natural do povoado que existiu no local na Idade do Bronze. Bracara Augusta situa-se no topo de uma colina, e não à beira rio ou perto de campos férteis condições típicas nas fundações de cidades romanas, essas condições existem a poucos quilómetros na zona ribeirinha do rio Cávado. Os historiadores de opinião contrária criticam esta teoria, pois a colina de Cividade é de relevo suave a Sul, não possuindo grande desnível. O astrónomo e geógrafo grego Claudius Ptolemeu (c. 85 – c. 165), em meados do século II, referiu na sua obra - Geografia (8 v.) -, que a cidade de Bracara Augusta era anterior à dominação romana. Recentemente a descoberta ao acaso de um Balneário pré-romano em Maximinos (freguesia adjacente) relançou a questão. No entanto, esta questão está longe de ser resolvida, dado que o presumível castro situa-se no centro histórico de Braga sob Monumentos Nacionais o que impede a realização de pesquisas arqueológicas profundas. É também de relevo o facto do local ser habitado continuamente há mais de dois mil anos, e palco de grandes guerras e destruições, o que alterou substancialmente o local.
Nos séculos anteriores ao nascimento de Cristo, na área ocupada actualmente pela cidade de Braga instalaram-se os celtas, conhecidos por brácaros ou Bracai (daí a denominação de Bracara, a actual Braga).

## Bracara Augusta

### Cidade Romana

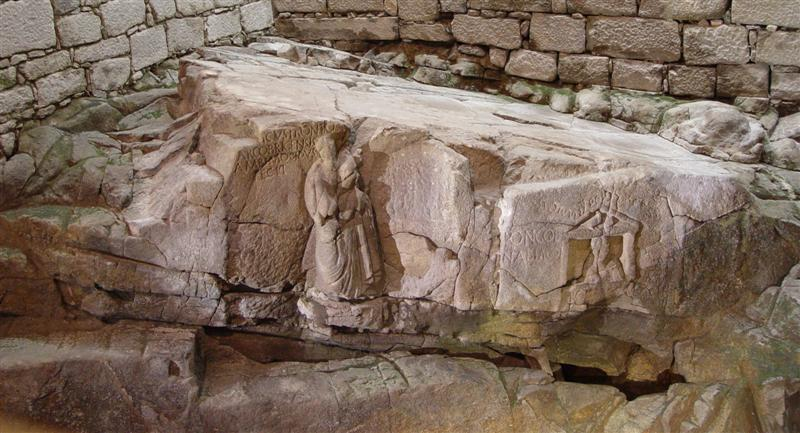
Fonte do Ídolo

#### Fundação (136 a. C. a 14 d. C.)
As primeiras explorações militares ao noroeste da Península Ibérica realizaram-se entre os anos 136 a 138 antes de Cristo (século II a.C.), comandadas pelo cônsul romano D. Junius Brutos. Nessa altura realizou-se uma grande batalha entre romanos e brácaros (povos locais descendentes dos celtas), provavelmente nas imediações da futura Bracara Augusta. Após a conquista definitiva do noroeste peninsular (guerras franco-cantábricas), Augusto (r. 27 a.C.-14 d.C.) ordena a reorganização administrativa. A reorganização consistia principalmente na integração das populações no mundo romano, fundação de cidades, construção de vias e o comércio a nível inter-regional. É nesta política que entre o ano 20 a 10 antes de Cristo foi fundada a cidade Bracara Augusta sobre um possível povoado indígena local. A finalidade da fundação foi de carácter religioso e difusão cultural do império sobre os povoados nas proximidades. Também é provável que a cidade desde o início teria funções jurídicas e económicas.

#### Dinastia Júlio-Cláudio (14 a 68 d. C.)
As primeiras décadas da cidade foram marcadas por grande crescimento. Foram construídos os primeiros edifícios públicos (Domus, templo…), abriram-se estradas (vias XVI, XVII e XIX), desenvolveram-se as actividades económicas (metalurgia, olaria e comércio), a criação de novos bairros. Foram formadas condições para que inúmeros indígenas, e alguns militares e imigrantes se deslocassem para ali viver. A cidade desenvolveu-se em forma ortogonal (ruas alinhadas) orientada Noroeste/Sudeste, e era dividida por quarteirões. Nos anos 50 d. C. o comércio já desempenhava um papel fulcral na cidade e na região.

#### A cidade Flávio-Antonina (68 a 192 d. C.)
A cidade sofre reestruturações, devido à dimensão que terá atingido, mais de 48 hectares. São reparadas as vias e a construção da Via Nova (Geira). Continuam as construções de edifícios públicos como teatro, termas, templos, senado, e a “monumentalização” da cidade. Aumentam os bairros e assiste-se à instalação de pessoas abastadas na zona oriental da cidade. Verificou-se a promoção jurídica de peregrinos à cidadania romana, das elites da cidade e da região envolvente. O forte comércio é caracterizado pelas importações de vidro, cerâmica e objectos de adorno, alguns produtos importados eram de grande qualidade e gosto refinado, o que sugere a existência de uma poderosa elite. As exportações eram marcadas pela cerâmica de qualidade e metais. A cidade no Alto Império era já de referência a nível peninsular.

#### Século III
O terceiro século de existência é marcado pelo abrandamento do crescimento devido à crise instalada na Hispânia, e consequentemente a construção da muralha citadina. A muralha circulava a cidade por completo, e continha torreões. Dada a localização peninsular e a dependência local na sobrevivência, Bracara Augusta ficou fora das agitações de então, o que permitiu uma plenitude vida urbana. É criada “Hispania Nova Citerior Antonina” (futura Galécia). Visita dos imperadores Galiano (253 a 268 d. C.) e Claúdio II (268 a 270 d. C.).

#### Baixo-império (285 a 409 d. C.)
Por ordem de Diocleciano é criada a Galécia, e Bracara Augusta sua capital. A Galécia integra os três conventos do Noroeste peninsular e parte do convento Clunia. Com esta decisão, a cidade sofre uma nova expansão urbana, reestruturam-se e criam-se edifícios públicos, requalifica-se as vias, introduz-se melhoramentos na cidade, enriquecimento da população, inclusão de zona de banhos e pavimento de mosaicos nas vivendas privadas. O comércio intensifica-se fortemente e aparecem os ateliers de cerâmica. A decretal do Papa S. Sirício em 385 faz referência à metropolitana de Bracara Augusta, sugerindo que Bracara Augusta possuía já um bispado. A cidade assume a centralidade do Noroeste peninsular.

### Alta Idade Média

#### O reino Suevo
Após a conquista do Império Romano, Bracara Augusta tornou-se na capital política e intelectual do Reino Suevo, que abarcava a Galiza e se prolongava até ao Rio Tejo. Posteriormente foi dominada pelos godos, durante 130 anos. ()

#### Invasões Muçulmanas
No ano de 715, os mouros conquistaram a cidade, mas foram, pouco tempo depois[carece de fontes?], obrigados a render-se ao Rei de Leão, D. Afonso III. Braga foi nessa altura oferecida como dote, por Afonso VI de Castela, à sua filha D. Teresa, no seu casamento com D. Henrique de Borgonha, Conde de Portugal.

## Braga

### Baixa Idade Média

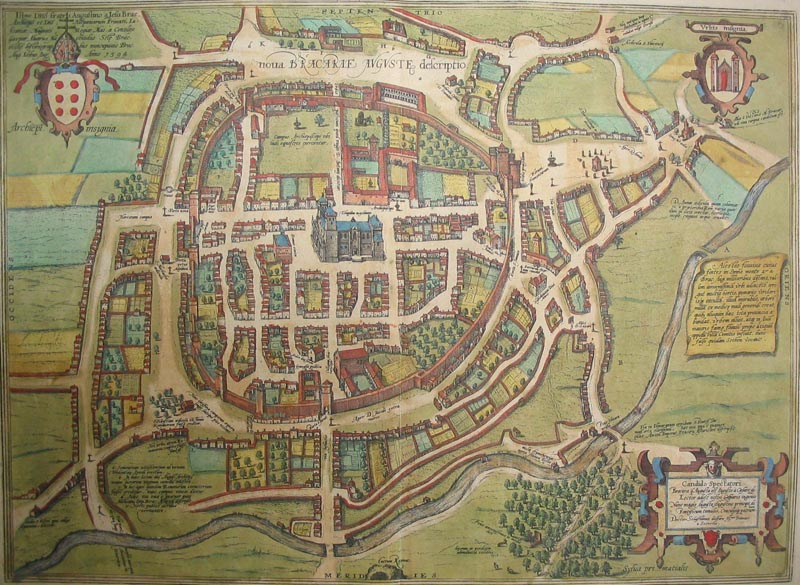
Mapa medieval da cidade

Cerca de 1070, a Diocese é reorganizada desenvolvendo-se a urbe em volta da Sé Catedral, ficando restringida ao perímetro amuralhado.

### Idade Moderna
Do século XVI ao século XVIII, os edifícios de traça romana vão sendo apagados e substituídos por edifícios de Arquitectura religiosa.
No século XVI, o Arcebispo de Braga D. Diogo de Sousa modifica-a profundamente. Na carta/resposta de D. Diogo de Sousa ao convite do rei (D. João III) para ocupar o cargo de bispo de Lisboa, o arcebispo esclarece como encontrou a cidade:
| “                                                    | “eu achey esta de barro e sem templos nem gemte nem edeficios e agora a tenho fecta asy de edeficios pubricos como privados com acrecemtamento de muito povo e numero de mercadores e tracto e ofeciaees das milhores cousas do reyno. E quanto a esta See e edeficios dela e asy prata e ornamentos que nela fiz e pus sey que estaa muy deferemçada de todalas outras (…) posto que os prelados do Reyno se posam chamar prelados, os arcebispos de Braga sam prelados e senhores” | ” |
| — (Carta de D. Diogo de Sousa a D. João III – 1524). | |   |

Desde o século XVI que Braga era ponto de passagem de artistas estrangeiros – “estaleiro de modernidade”. Artistas estrangeiros como João de Castilho ou João de Ruão marcaram a sua presença na cidade de Braga de D. Diogo de Sousa, ou do Renascimento. Daqui, da obra de renovação da capela-mor da Sé Catedral de Braga, seguiu João de Castilho um caminho em direcção ao sul, “vindo a ser, quer no tempo de D. Manuel, quer no tempo de D. João III, o mestre de maior confiança destes monarcas”, cujo trajecto artístico foi bem definido por Pedro Dias.
No século XVIII, Braga por intermédio da inspiração artística de André Soares (Arquitecto 1720- 1769) transforma-se no Ex-Libris do Barroco em Portugal. Mas também foi uma das maiores cidades em arquitetura, pois as pessoas a bem dizendo tinham muita imaginação.

### Idade Contemporânea
Nos fins do século XVIII surge em várias edificações o Neoclássico com Carlos Amarante (Engenheiro e Arquitecto 1742-1815). Nos cem anos que se seguem, irrompem conflitos devidos às invasões francesas e lutas liberais. O centro da cidade deixa a área da Sé de Braga e passa para a Avenida Central.
Em 1790 o poder local deixa de ser exercido pelo arcebispo.
Em junho de 1893, Braga torna-se a terceira cidade do país a ter eletricidade.
No século XX, dá-se a revolução dos transportes e das infra-estruturas básicas, reformula-se a Avenida da Liberdade, de onde se destaca o Theatro Circo e os edifícios do lado nascente. No final do século, Braga sofre um grande desenvolvimento, abre a Universidade do Minho e converte-se na terceira cidade do País.
1. ↑  Manuel Joaquim Moreira da Rocha. «Arquitectura religiosa barroca em Braga (Minho): entre a tradição e a modernidade» (PDF). Revista da Faculdade de Letras. Ciências e Técnicas do Património. Porto, vol. IX-XI, 2010-2012, pp. 331-373